# رالف لورن کورپوریشن

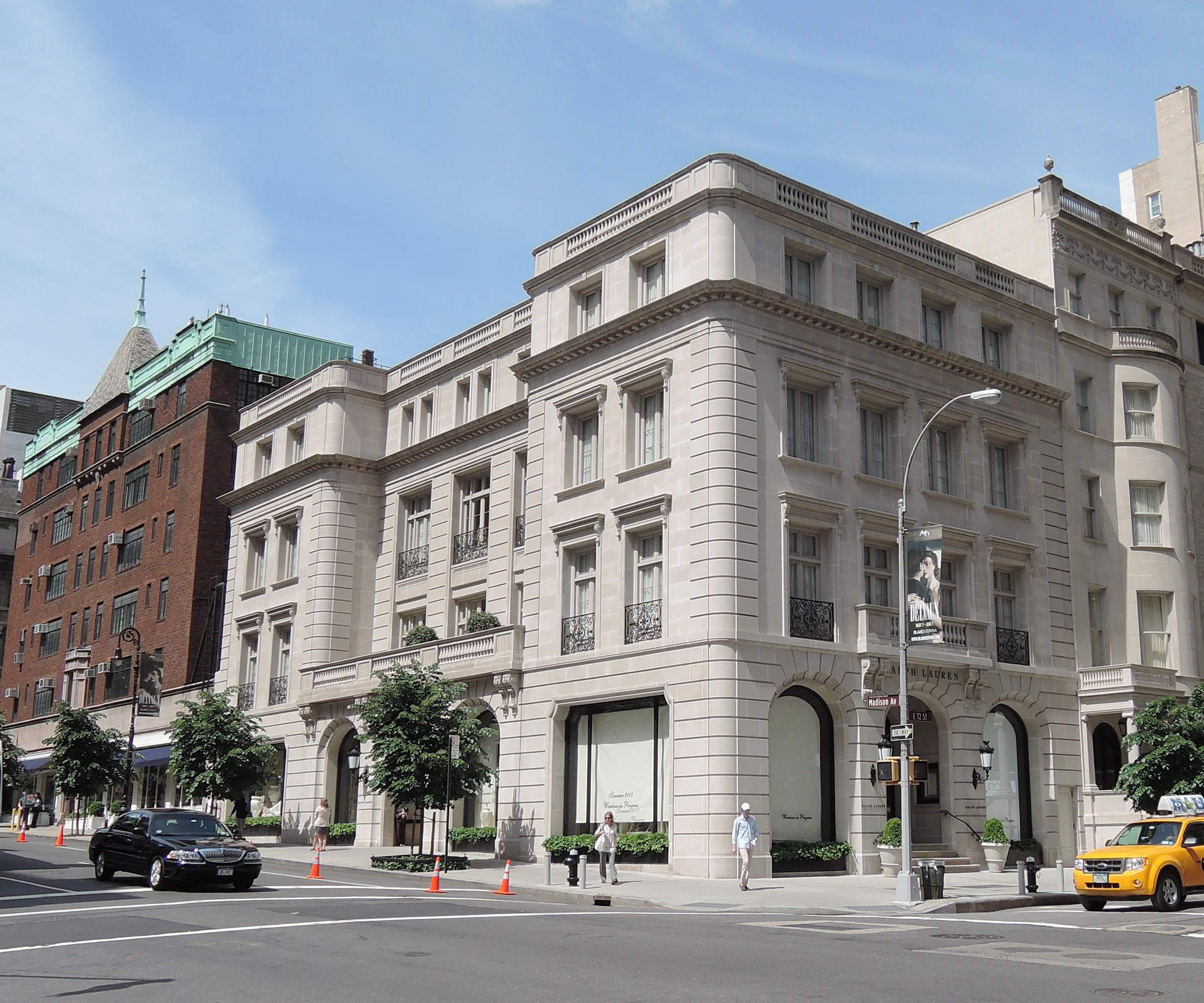
فروشگاه رالف لاورن در خیابان مدیسن نیویورک

رالف لارِن کورپوریشن (به انگلیسی: Ralph Lauren Corporation) شرکت آمریکایی فعال در زمینه مد و پوشاک می‌باشد که در سال ۱۹۶۷ در نیویورک تأسیس شده‌است. مؤسس این شرکت طراح مشهور رالف لورن می‌باشد. این شرکت مالک برندهایی نظیر پولو و کلاب موناکو می‌باشد.